# Organisationen Danske Arkiver
Organisationen Danske Arkiver – ODA er en organisation med medlemmer fra danske stads- og lokalarkiver. ODA arbejder for at styrke af de danske arkivers samfundsmæssige placering og deres samarbejde, koordinering og udvikling til gavn for kulturarven. ODA blev grundlagt i 2006.